# Système productif
Le système productif (à ne pas confondre avec la notion voisine, de modèle productif)  a trois définitions :
- c'est l'ensemble des unités de production résidant sur un territoire économique national donné et caractérisé par certaines proportions entre, par exemple, PME et grandes entreprises, secteurs primaire, secondaire, tertiaire; ou bien encore entre les entreprises sociétaires et individuelles, donneuses d'ordre et sous-traitantes. Par exemple: le système productif suédois.
- c'est « l'ensemble des facteurs et des acteurs concourant à la production, à la circulation et à la consommation de richesses » (Laurent Carroué, 2013)[1].
- c'est le mode d'organisation de la production en tant que mise en cohérence d'un mode d'organisation du travail et d'un système technique. Par exemple: le système productif proto-industriel, le système usinier (factory system), le système de spécialisation souple.